# Studis Online
Studis Online ist ein unabhängiges deutsches Webportal rund ums Thema Studium.

## Zweck
In den Worten der Betreiber ist die Grundidee von Studis Online, „Studierende und SchülerInnen rund ums Studium zu informieren – und zwar unabhängig und kritisch auch die Hintergründe durchleuchtend.“ Zu diesem Zweck wird neben vielen Service-Artikeln, deren Schwerpunkt die Bereiche Studienwahl, Studienfinanzierung und Start in den Beruf sind, oft über aktuelle, hochschulpolitische Themen berichtet. Zum Austausch zwischen den Studierenden und Interessierten gibt es ein großes Forum, das bis heute ohne Registrierungspflicht genutzt werden kann. Das Portal finanziert sich vor allem durch Bannerwerbung, Google AdSense und kostenpflichtige Studienfachdarstellungen der Hochschulen.

## Geschichte
Studis Online wurde 1999 von Oliver Iost zunächst neben seinem Studium entwickelt und wird seit Mitte 2004 Vollzeit von ihm betreut, inzwischen zusammen mit seiner Frau und weiteren Mitarbeitern. Schon 2000 wurde der damals erste online verfügbare BAföG-Rechner bereitgestellt, der eine Abschätzung des BAföG-Anspruches möglich machte. Bis heute sind das BAföG und der gesamte Bereich der Studienfinanzierung ein Schwerpunkt der Webseite. Der Deutschlandfunk bezeichnete die Webseite „als eines der informativsten Internetangebote rund ums Studium“.